# Phomopsis heveae
Phomopsis heveae är en svampart som först beskrevs av Petch, och fick sitt nu gällande namn av Karel Bernard Boedijn 1929. Phomopsis heveae ingår i släktet Phomopsis och familjen Diaporthaceae.   Inga underarter finns listade i Catalogue of Life.